# Heritage Bank
O Heritage Bank Limited é o maior banco mútuo da Austrália. Sua sede está localizada em Toowoomba, Queensland.
O banco possui 60 agências no sul de Queensland e Nova Gales do Sul e vende empréstimos à habitação por meio de uma rede de corretores hipotecários em todos os estados e territórios da Austrália. A central de atendimento ao cliente do banco também está sediada em Toowoomba, Queensland e opera 24 horas por dia, 7 dias por semana. Em 2019, foi nomeado Banco do Ano no Roy Morgan Customer Satisfaction Awards de 2018.
O Heritage Bank Limited é um banco mútuo que pertence aos seus membros, não aos acionistas. O Heritage também é membro da Associação Bancária de Propriedade do Cliente (COBA).

## História
A Toowoomba Permanent Building Society foi formada em 1875 e em 1893 registrou um lucro recorde. Em 1897, a Darling Downs Building Society foi lançada e em 1914 havia se tornado a maior sociedade imobiliária em Queensland. Nos 20 anos seguintes, as duas sociedades de construção continuaram a crescer e se alternaram como a maior sociedade imobiliária em Queensland.
Em 1934, a Toowoomba Permanent Building Society mudou sua sede da Russell Street para um local na esquina das ruas Russell e Neil, Toowoomba, onde permaneceu por 43 anos. A sede da Darling Downs Building Society foi localizada nas proximidades de Margaret Street, Toowoomba (1954) antes de se mudar para Ruthven Street, Toowoomba em 1971.
Em 1981, a Toowoomba Permanent Building Society e a Darling Downs Building Society fundiram-se para formar a Heritage Building Society, e em 1983 a sede mudou-se para o recém-construído Heritage Plaza, na 400 Ruthven Street, Toowoomba, onde ainda hoje se encontra. Os ativos da Heritage Building Society ultrapassaram a marca de US$ 1 bilhão em 1995, US$ 4 bilhões em 2003, US $ 7 bilhões em 2009 e excederam a marca de US$ 10 bilhões em 2019.
O primeiro ramo comunitário do Heritage foi aberto em Crows Nest, Queensland em 1999, com mais seis ramos sendo abertos nos próximos anos.
Em 2011, a organização mudou seu nome para Heritage Bank.

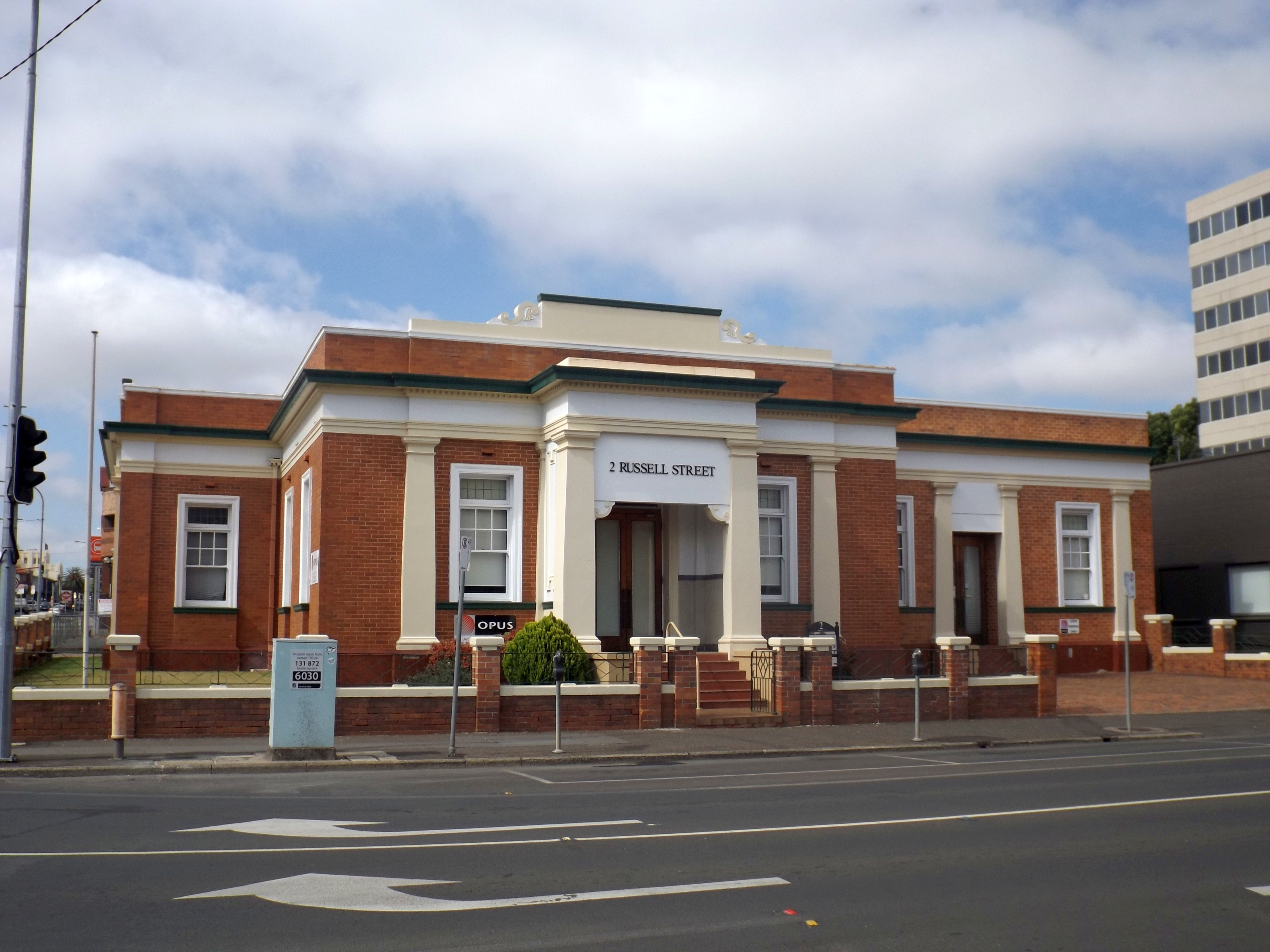
A sede original da Toowoomba Permanent Building Society, localizada na Russell St, Toowoomba

Em 2018, foi anunciado que o Heritage expandiria suas operações de filial fora de Queensland pela primeira vez e, em outubro de 2019, a primeira filial foi aberta em Castle Hill, Nova Gales do Sul. Como parte dessa expansão, o logotipo do Heritage Bank também foi atualizado para remover os "portões" estilizados que faziam parte do logotipo original.

## Quartel general

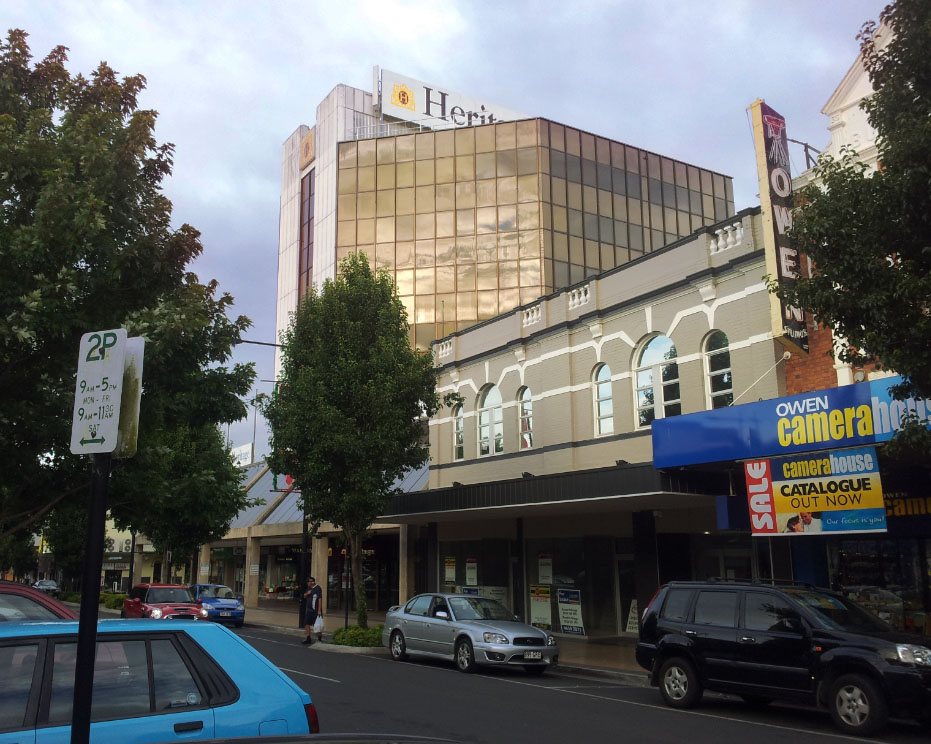
Heritage Plaza Tower é a atual sede do Heritage Bank

Atualmente, o Heritage Bank está sediado na Heritage Plaza Tower, construído em 1983, localizada na 400 Ruthven St, Toowoomba, Queensland, Austrália.
O edifício abriga os vários departamentos e o Contact Center do Heritage Bank e possui uma agência no térreo. A Heritage Plaza Tower é o local de trabalho de aproximadamente 400 funcionários da Heritage.

## Produtos e serviços
A Heritage fornece serviços bancários de varejo, negócios e agronegócios, bem como produtos de seguro de aposentadoria, geral e comercial (através da Allianz) e planejamento financeiro (através da Bridges Financial Services).

### Heritage Notes
Em outubro de 2009, a Heritage foi a primeira Instituição Autorizada para Recebimento de Depósitos (ADI) mútua a iniciar uma transação de dívida listada em ASX. A Heritage levantou US$ 50 milhões com a emissão de 500.000 títulos de dívida subordinados e não garantidos. A demanda por Notas do Patrimônio era extremamente forte e a transação foi três vezes maior do que a registrada.

### Heritage Online (HOL)
O Heritage Bank oferece serviços bancários online através do Heritage Online. O Heritage Online permite aos clientes transferir fundos, gerenciar contas, acessar ativos e passivos e também gerenciar economias. O Heritage Online também é oferecido com um aplicativo móvel disponível para iOS e Android.

### Heritage Mobile App
O Heritage Mobile App oferece uma variedade de recursos aos clientes para ajudar a manter as finanças sempre em movimento. O aplicativo móvel também permite que os membros iniciem transferências por meio da Nova Plataforma de Pagamentos (NPP) para uma Conta Bancária ou PayiD.

### Heritage Contact Center
O Contact Center da Heritage é baseado em Toowoomba, Queensland e em 2018 começou a operar 24 horas por dia, 7 dias por semana.

## Inovação em Cartões e Pagamentos

### Carteira Digital
O Heritage Bank oferece várias opções de carteira digital, incluindo; Samsung Pay, Garmin Pay, Fitbit Pay e Google Pay.

### Hova
Em 2017, a Heritage foi a primeira instituição financeira na Austrália a lançar uma faixa de pagamentos para os clientes. O HOVA é uma pulseira com um chip incorporado que fornece a mesma funcionalidade que um cartão de crédito ou débito plástico normal. Ele permite que os usuários deixem sua carteira ou telefone em casa e façam uma compra simplesmente apenas “passando o mouse” pelo dispositivo em um terminal de pagamento sem contato. As faixas de pagamento do HOVA estavam disponíveis apenas por tempo limitado. Em outubro de 2019, as faixas de pagamento HOVA foram reintroduzidas com a adição de uma faixa rosa junto com o preto original.

### Power suit
Em 2014, o Heritage Bank fez uma parceria com M.J. Bale e Visa para criar um terno com um chip de pagamento sem contato e antena fundidos na manga, dando aos homens a capacidade de pagar por qualquer coisa, agitando a manga sobre um terminal de pagamento. O chip possui a tecnologia Visa PayWave e está vinculado a uma conta emitida pelo Heritage Bank. Um desses ternos foi vendido na loja MJ Bale, Westfield Sydney, e outro foi vendido on-line através de leilão, com os recursos destinados à instituição de caridade 4 ASD Kids.

### Cartões pré-pagos
A Heritage é o maior emissor de cartões pré-pagos na Austrália, principalmente cartões de viagem, trabalhando com várias empresas que vendem cartões pré-pagos. Heritage atualmente suporta marcas, incluindo Australia Post, Optus, Qantas, Travelex e o CashPassport multi-moeda da MasterCard.

## Fundação de Caridade Heritage Bank
Em outubro de 2018, o Heritage Bank anunciou que lançaria uma instituição de caridade registrada apelidada de Fundação de Caridade do Heritage Bank. A fundação foi lançada oficialmente em 27 de junho de 2019. O Heritage Bank doou US$ 2 milhões à Fundação após seu lançamento.
A Fundação fornecerá subsídios de financiamento a grupos sem fins lucrativos para projetos que visem construir e melhorar o bem-estar da comunidade e os resultados da vida das pessoas.

## Patrocínios e apoio comunitário
O Heritage patrocina várias organizações e eventos em Queensland, incluindo o Queensland Performing Arts Centre, Ekka, o Heritage Bank Toowoomba Royal Show, o Heritage Bank Sunshine Coast Show, o Festival de Flores de Toowoomba, o Festival de Ipswich, o Triathlon Pink e o Tênis Queensland.

### Ramos da comunidade
Atualmente, a Heritage possui sete filiais comunitárias localizadas em Highfields, Crows Nest, Millmerran, Karalee, Forest Lake, Nanango e Palmwoods.
O modelo de banco comunitário baseia-se na formação de uma empresa de base comunitária composta por uma série de investidores da área imediata em que uma agência será estabelecida. A Heritage então faz parceria com esta empresa para formar uma joint venture. Os diretores de empresas de joint venture atuam de forma voluntária. A Heritage e a empresa contribuem para os custos de instalação e compartilham as despesas em andamento.
Os lucros são compartilhados e a empresa pode distribuir sua parte dos lucros de volta à comunidade para apoiar instituições de caridade, clubes esportivos e outras organizações locais por meio de subsídios.

### Casa do Calendário

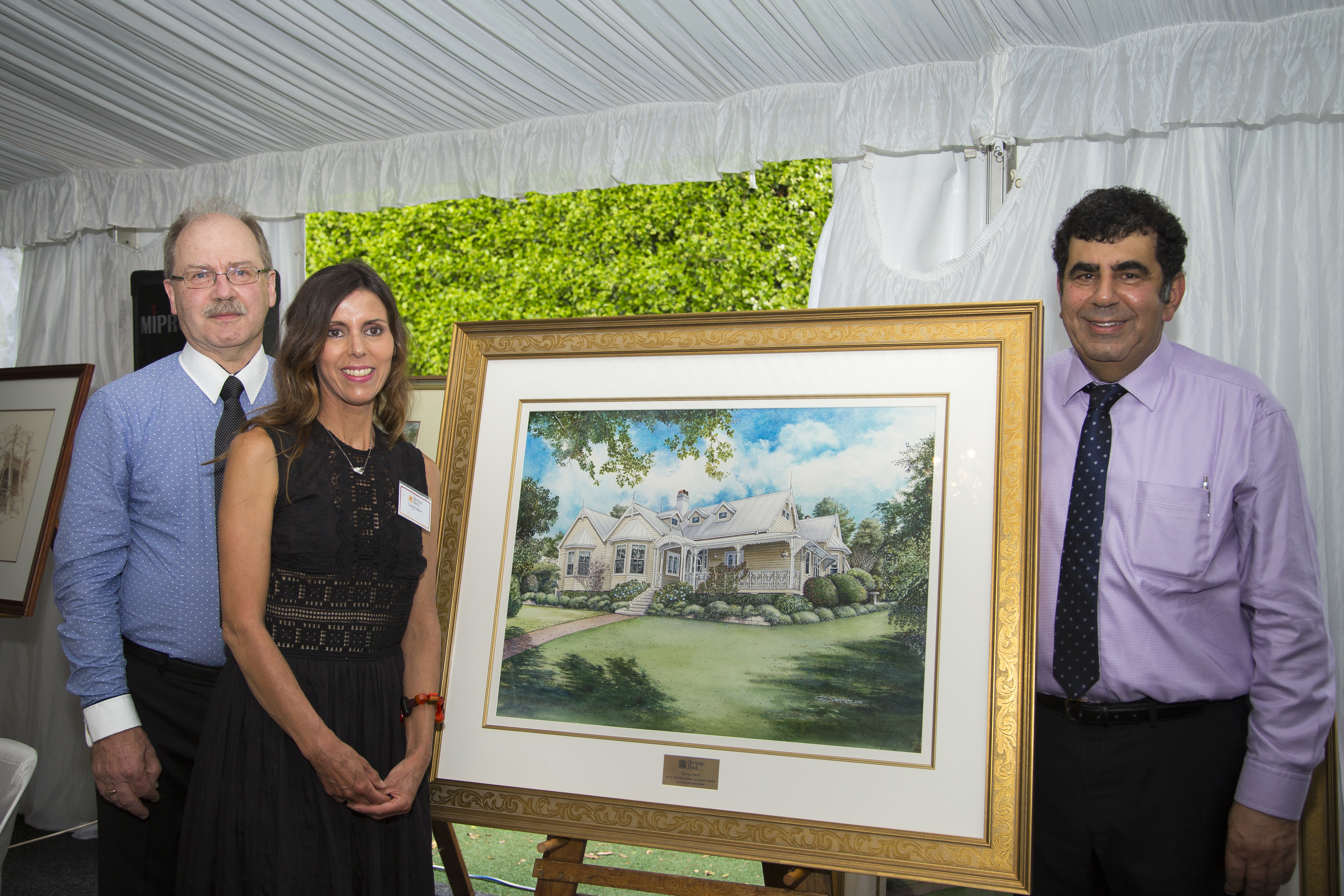
Kerry Betros (presidente do Heritage Bank) com Jeremy e Lucy Osborn (proprietários) com pintura de casa do calendário 2015 do Bunya Park

Todos os anos, o Heritage lança um calendário que mostra a pintura de uma casa arquitetônica e historicamente importante em Queensland. Um breve histórico da casa também está incluído no calendário. O objetivo é reconhecer e celebrar os melhores exemplos de excelência na arquitetura doméstica de Queensland. A primeira edição do calendário foi lançada em 1982.

## Prêmios fotográficos
O Heritage Bank Photographic Awards é realizado anualmente, com o concurso aberto aos residentes australianos. Não é necessária experiência ou experiência em fotografia. As inscrições são aceitas em duas categorias principais. A primeira é a categoria aberta, onde a escolha do assunto depende do fotógrafo. A segunda é a categoria temática, que muda anualmente e as entradas estão abertas para a interpretação do fotógrafo sobre o tema. O Photographic Awards comemorou seu 30º ano em 2018.